# باول أرمين ديو
باول أرمين ديو (بالنرويجية البوكمول: Paul Armin Due)‏ هو مهندس معماري نرويجي، ولد في 1870 في كريستيانية في النرويج، وتوفي في 1926 في أوسلو في النرويج.